# Władysław Biały
Władysław (Włodko) Biały (Gniewkowski) (ur. pomiędzy 1327 a 1333, zm. 20 lutego 1388) – książę gniewkowski w latach 1347/1350–1363/1364 (ostateczna rezygnacja w 1377). Ostatni przedstawiciel Piastów kujawskich.

## Genealogia. Rządy w księstwie gniewkowskim
Władysław Biały był jedynym znanym z imienia synem księcia gniewkowskiego Kazimierza III i nieznanej z pochodzenia i imienia kobiety. Starannie wykształcony, znał łacinę, umiał czytać i pisać. Jego przydomek nawiązuje do koloru włosów. Miał starszą siostrę Elżbietę, której córka – z małżeństwa z banem Bośni Stefanem II Kotromanićiem – również Elżbieta, zwana Bośniaczką, była żoną króla Węgier Ludwika Andegaweńskiego i matką św. Jadwigi. Po śmierci ojca, która nastąpiła prawdopodobnie pomiędzy 1347 a 1350 r., Władysław został ostatnim księciem w Gniewkowie, z którego uznawał zwierzchnictwo króla Polski Kazimierza III Wielkiego.
Znamy osiem dokumentów, które pozostawił po sobie Władysław Biały jako książę gniewkowski, wystawionych przeważnie na zamku w Szarleju (pierwszy z 24 kwietnia 1353 r.). Zamek ten, z powodu zburzenia Gniewkowa w roku 1332 podczas najazdu krzyżackiego, stał się faktyczną siedzibą księcia. Dzięki dokumentom znana jest tytulatura księcia: Wladislaus dei gracia dux Cuyavie et dominus Gnewkovie nec non Slonensis terrarum. Stąd wiadomo, że Władysław Biały był księciem kujawskim, a władzę sprawował nad Gniewkowem i Słońskiem. Pięć z zachowanych dokumentów dotyczy lokowania wsi na prawie magdeburskim.
Księstwo gniewkowskie posiadało własny, stosunkowo liczny aparat urzędniczy. Dwór księcia urządzony był na wzór dworu królewskiego w Krakowie. Książę zachowywał poprawne stosunki zarówno z zakonem krzyżackim, jak i królem Polski. W 1359 r. pojął za żonę Elżbietę córkę księcia strzeleckiego Alberta. W związku z małżeństwem najprawdopodobniej otrzymał od Kazimierza Wielkiego w lenno kasztelanię inowrocławską. Niespodziewanie młoda żona zmarła bezpotomnie w 1360 lub 1361 roku. Po jej śmierci książę zwrócił królowi Kazimierzowi Wielkiemu lenno, a na przełomie 1363 i 1364 r. zastawił u niego księstwo gniewkowskie za 1000 florenów. Na te decyzje prawdopodobnie miały wpływ pogarszające się stosunki z królem, który w sporze granicznym księcia z sędzią kujawskim Kiwałą wydał wyrok niekorzystny dla Władysława.

## Pielgrzymowanie. Cystersi i benedyktyni
Opuściwszy księstwo Władysław Biały rozpoczął podróże po świecie. W 1365 r. odbył pielgrzymkę do Ziemi Świętej, następnie gościł na dworze cesarza Karola IV Luksemburskiego w Pradze i podróżował po Rzeszy Niemieckiej. Na początku 1366 r. przebywał na zamku wielkiego mistrza krzyżackiego w Malborku. Wziął udział w jednej z krucjat przeciw pogańskiej Litwie, u boku m.in. księcia Burgundii Filipa Śmiałego. W maju i czerwcu 1366 r. gości na dworze papieskim w Awinionie, gdzie spotkał się z papieżem Urbanem V. Na przełomie czerwca i lipca zdecydował się na wstąpienie do klasztoru cystersów w Citeaux, skąd uciekł wiosną 1367 r. Po zawarciu ugody z opatem cysterskim Janem IV, spisanej na zamku księcia Burgundii w Dijon, został przyjęty, najprawdopodobniej dzięki protekcji Filipa II Śmiałego, do miejscowego klasztoru benedyktynów, o mniej surowej niż cysterska regule zakonnej.

## Władysław Biały kandydatem do korony polskiej. Walki na Kujawach
Śmierć Kazimierza Wielkiego niespodziewanie otworzyła przed Władysławem możliwość powrotu na tron książęcy i ubiegania się o koronę, o czym powiadomiła go najprawdopodobniej delegacja możnych rodów kujawskich i wielkopolskich, niechętnych panowaniu Ludwika Andegaweńskiego, opierającego się w swej polityce wewnętrznej na rodach małopolskich. W tym celu Władysław rozpoczął starania w kurii awiniońskiej o zniesienie ślubów zakonnych, co nie przyniosło rezultatu m.in. z powodu interwencji dyplomatycznych Ludwika. Bezowocny okazał się również wyjazd na dwór królewski do Budy, skąd wrócił w 1371 r. do Dijon.
8 września 1373 r. przybył w przebraniu do Gniezna. W błyskawicznej akcji między 9 a 10 września odzyskał tereny księstwa gniewkowskiego wraz z lennem inowrocławskim. Wobec przewagi militarnej stronnictwa andegaweńskiego pod wodzą starosty generalnego Wielkopolski Sędziwoja z Szubina i odmowy wszczęcia pertraktacji przez króla Ludwika Andegaweńskiego w połowie 1374 r. schronił się w znajdującym się poza Królestwem Polskim, należącym do Ulryka von Osten, Drezdenku. Do ponownego konfliktu doszło w 1375, kiedy Władysław, korzystając z pomocy pana von Osten, a nawet oddziałów burgundzkich Filipa Śmiałego, ponownie wtargnął na Kujawy, zdobywając zamek w Złotorii, zamek w Raciążku i zamek w Gniewkowie. Tym razem obie strony były lepiej przygotowane do starć zbrojnych i jeszcze w 1375 armia królestwa dała odpór Władysławowi w zwycięskiej bitwie pod Gniewkowem. Epilog konfliktu rozegrał się pod murami oblężonego przez wojska królewskie zamku w Złotorii, gdzie Władysław Biały został ranny podczas pojedynku rozegranego z Bartoszem z Wezenborga. Podczas oblężenia ranny został sprzymierzony z Ludwikiem Węgierskim, wnuk Kazimierza Wielkiego – Kaźko Słupski, rana ta stała się później przyczyną jego śmierci.

## Abdykacja. Powrót do Francji
Do ostatecznej rezygnacji z pretensji do spadku po Kazimierzu Wielkim i z rodowych posiadłości przez Władysława Białego doszło w marcu 1377 r. w wyniku układu zawartego w Brześciu Kujawskim. W zamian za wycofanie się z roszczeń Władysław otrzymał 10 000 florenów, oraz funkcję opata gubernatora benedyktyńskiego w Pannonhalma na Węgrzech. Niespokojny duch i tym razem nie pozwolił Władysławowi wytrwać w miejscu i w 1379 r. zjawił się nagle w Gdańsku. Dopiero wtedy zaniepokojony Ludwik wypłacił mu resztę obiecanej sumy. Wtedy też Władysław Biały udał się przez Lubekę do klasztoru w Dijon, gdzie wykupił od opata prebendę, dom gościnny i dożywotnie utrzymanie.
Osiedlenie się w Dijon nie zakończyło burzliwego żywota, gdyż śmierć Ludwika Węgierskiego w 1382 r. ponownie w księciu wzbudziła nadzieję na odzyskanie ojcowizny. Tym w każdym razie możemy tylko tłumaczyć fakt wystarania się – z datą 15 września 1382 r. – o dyspensę papieską na porzucenie stanu duchownego. Z nieznanych powodów nie słyszymy jednak już o próbie wykorzystania tego faktu.

## Śmierć Władysława
O zmniejszeniu aktywności być może zadecydował wiek księcia. Władysław Biały zmarł w dniu 20 lutego 1388 roku w Strasburgu. Do niedawna śmierć księcia datowano na 1 marca 1388 r. Datę tę sprostował Kazimierz Jasiński. Na nagrobku księcia umieszczono napis Dni MCCC octuagesimo octavo 1 Kal. Martii, co oznacza że Władysław Biały zmarł w dzień poprzedzający 1 marca 1388 roku. Ponieważ rok 1388 był rokiem przestępnym, 1 Kal. Martii oznacza właśnie 29 lutego 1388 roku. Niemniej pierwotny napis X Kal. Martii oznacza 20 lutego, zmieniono go podczas XVIII-wiecznej renowacji.
Zgodnie z ostatnią wolą księcia pochowano w grobowcu benedyktynów w kościele św. Benigna w Dijon, gdzie do dzisiejszego dnia zachowała się pięknej roboty płyta nagrobna. Płytę tę przed ponad stu laty odnowił książę Władysław Czartoryski. Napis na grobowcu stwierdza, że Władysław został zwolniony przez papieża ze ślubów zakonnych w związku z możliwą sukcesją Królestwa Polskiego. Burzliwe losy ostatniego kujawskiego Piasta fascynowały już współczesnych. Z tego też powodu mnisi klasztoru benedyktyńskiego w Dijon nazwali księcia „Le Roy Lancelot” – Król Lancelot, co nawiązywało do bohatera z cyklu opowieści arturiańskich, jednego z rycerzy Okrągłego Stołu.

Krypta w kościele Saint Bégnine w Dijon

## Wywód przodków
| 4. Siemomysł inowrocławski zm. 1287        |  |                                                     |  |  |                                       |
|                                            |  | 2. Kazimierz III gniewkowski zm. między 1347 a 1350 |  |  |                                       |
| 5. Salomea pomorska zm. między 1312 a 1314 |  |                                                     |  |  |                                       |
|                                            |  |                                                     |  |  | 1. Władysław Biały zm. 29 lutego 1388 |
| 6. nieznana osoba                          |  |                                                     |  |  |                                       |
|                                            |  | 3. nieznana osoba                                   |  |  |                                       |
| 7. nieznana osoba                          |  |                                                     |  |  |                                       |
|                                            |  |                                                     |  |  |                                       |

## Władysław Biały w literaturze i sztuce
Władysław Biały jest bohaterem:
- obrazu Jana Matejki Władysław Biały w Dijon, 1867 r., olej/ deska; Muzeum Uniwersytetu Jagiellońskiego w Krakowie
- sztuki Piotra Skoblewskiego pt. Zabłąkany rycerz. Rzecz o Władysławie Białym Księciu na Kujawach, Urząd Miejski Gniewkowo, 2003. ISBN 978-83-921096-0-0
- dramatu Dominika Magnuszewskiego pt. Władysław Biały
- powieści historycznej pt. Biały książę (1882) z cyklu „Dzieje Polski” Józefa Ignacego Kraszewskiego
- książki pt. Wichrzyciel. Powieść historyczna z XIV wieku autorstwa Jana Dołęgi „Nasza Księgarnia”, Warszawa 1973. OCLC 838683698
- tragedii Władysław Biały książę gniewkowski. Tragedya w 5 aktach z prologiem Józefa Kościelskiego,  J. K. Żupański, Poznań, 1874. OCLC 830834872.